# Onive
De Onive is de belangrijkste zijrivier van de Mangoro, waarin ze uitmondt. Ze ontspringt in het oosten van Madagaskar in het Ankaratramassief en is 200 kilometer lang. De rivier vormt opvallende watervallen van 30 meter hoog ten zuidwesten van Tsinjoarivo.